# Népek csatájának emlékműve

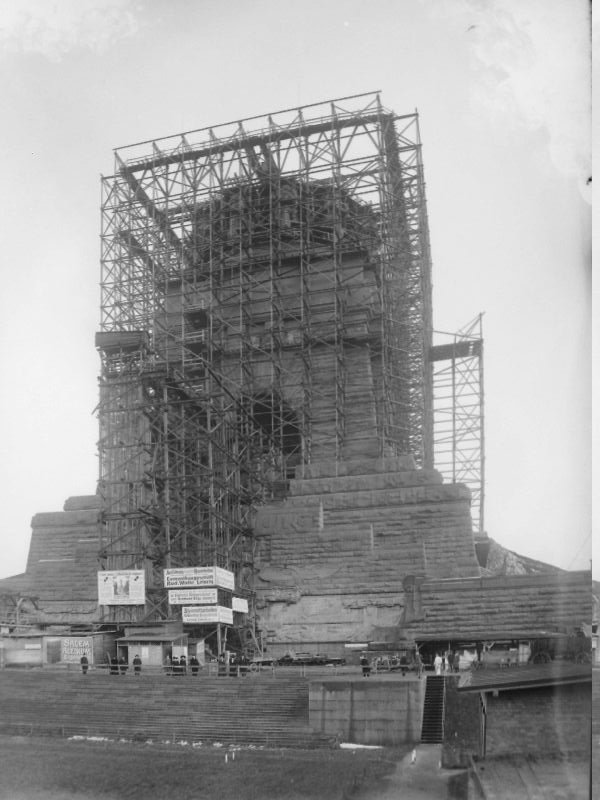
Az emlékmű építése 1912-ben.

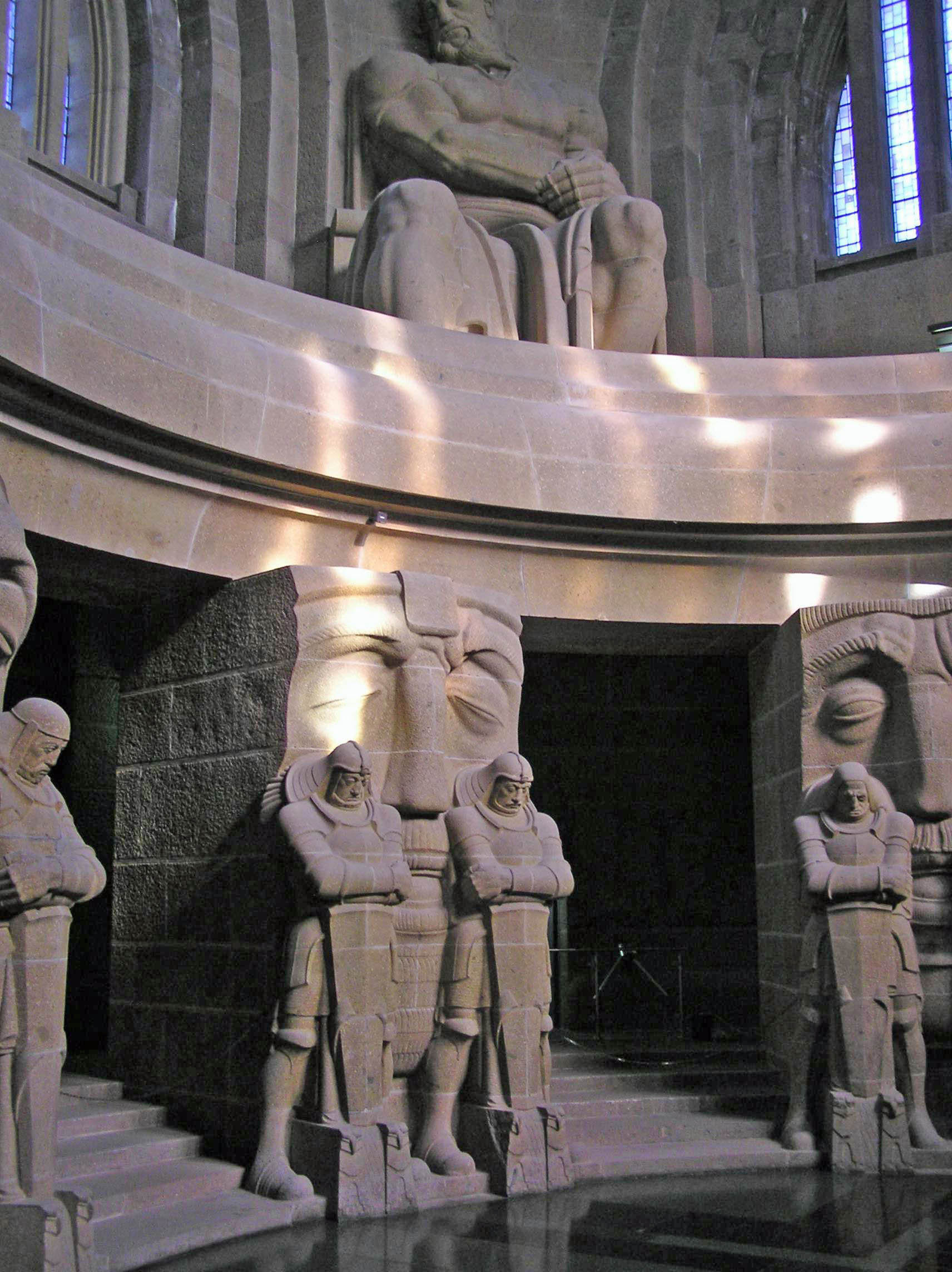
A torony belseje.

A Népek csatájának emlékművét (németül: Völkerschlachtdenkmal) a lipcsei csata 100. évfordulója alkalmából emelték Lipcse délkeleti részén.

## Története
A lipcsei csata vagy a népek csatája 1813. október 16–19. között zajlott, ahol Napóleon súlyos vereséget szenvedett. Már a csatát követő évben tervezték egy emlékmű építését, majd az 50. évfordulón 1863-ban az alapkőletételig is eljutottak. Végül Bruno Schmitz tervei alapján 1898-ban kezdték el az építkezést. Bruno Schmitz felhasználta Friedrich Weinbrenner száz évvel korábban készített terveit és a grandiózus mű hatalmas anyagi ráfordítással időben elkészült. 2013-ban nagyobb restauráláson esett át.

## Szerkezete

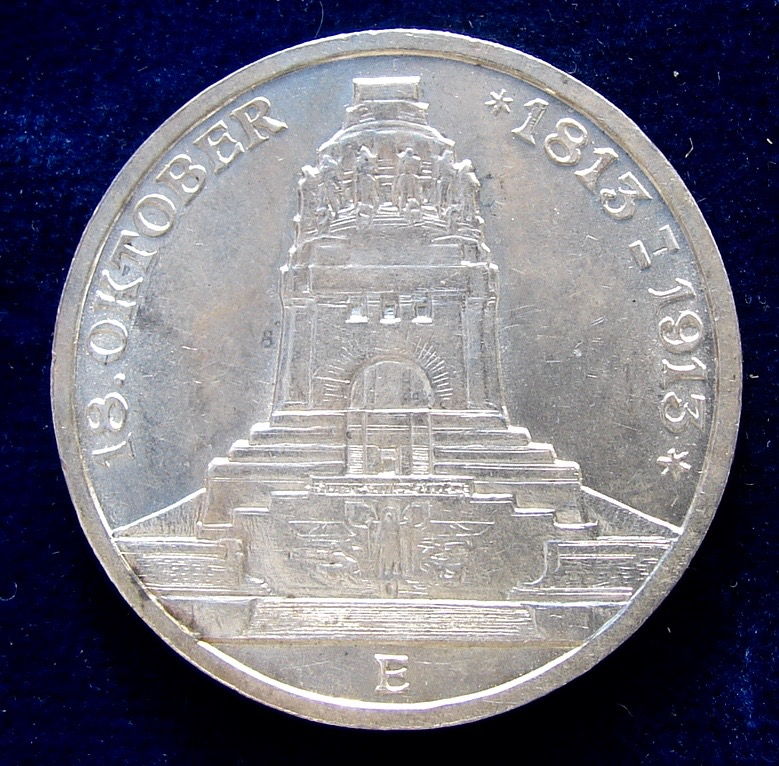
Az emlékmű 3 márkás érmén 1913-ban.

Alapja 124 négyzetméter és 91 méter magas, ezzel az egyik legmagasabb emlékmű Európában. Belsejét "ősi germán" motívumokkal díszítették. Kívül a bejárat fölött Mihály arkangyal őrködik. Körben őrkatonák szobrai kaptak helyet.